# Нашествие на Наполеон в Русия
Нашествието на Наполеон в Русия, наричано също Отечествена война, Руска кампания или Френско-руска война от 1812 г. е нахлуване на Великата армия на Наполеон Бонапарт в Руската империя. Той го предприема с цел да застави Русия да спазва континенталната блокада, наложена през 1806 г. спрямо Великобритания. Нахлуването е добре изучено във военната история и се числи сред най-смъртоносните по броя на жертвите. В рамките на по-малко от шест месеца загиват близо милион военни и цивилни лица.
Настъплението започва на 24 юни 1812 г, когато многонационалната наполеонова армия започва да пресича река Неман навлизайки от Варшавското херцогство в Русия. С бърз марш половинмилионната армия напредва през днешна Беларус в опит да въъвлече в бой руските сили, наброяващи 100 - 200 000 души под командването на Барклай де Толи и Пьотр Багратион. Руснаците непрекъснато отстъпват, а нашествениците почват да страдат от жегата, болести и нередовно снабдяване с провизии. След шест седмици Наполеон губи половината от хората си, но успява да победи в битката при Смоленск. Командването на руската армия е сменено: начело застава Михаил Кутузов, който продължава отстъплението и прилага тактика на изтощение, възползвайки се от лошото снабдяване на французите.
Единствената голяма битка става при Бородино, западно от Москва. Въпреки ожесточените боеве нито Наполеон побеждава, нито Кутузов успява да спре френското настъпление. На съвещание на щаба Кутузов взема решение да се изтегли от Москва, за да запази армията си. На 4 септември Наполеон влиза в Москва с около 100 хилядна армия, но градът е напуснат от жителите си. Още на следващия ден започват да бушуват пожари, разпалвани от руснаците по заповед на губернатора Ростопчин. Наполеон остава в града шест седмици, очаквайки руснаците да поискат мир, но напразно. Времето изглежда благоприятно и затова отстъплението е забавено, като първоначално обратният път е различен, в надежда да се набави продоволствие. След сражение при Малоярославец обаче Наполеон е принуден да се върне на Смоленския път.
С настъпването на ноември започва да вали сняг, зимата настъпва необичайно рано. Французите не са подготвени с топли дрехи, храната и фуражът за конете са оскъдни. Подложени са на атаки от страна на руските селяни и малки отряди казаци, които водят партизанска война: нанасят внезапни удари и се оттеглят. Французите понасят огромни загуби: повече от половината войници загиват от студ, глад и болести. В края на ноември, атакувана от всички страни от руснаците, Великата армия успява да пресече река Березина по набързо построени понтонни мостове при температури от минус 40 °C. На 5 декември Наполеон изоставя разбитата си армия и заминава инкогнито за Париж. 
Кампанията приключва с почти пълното унищожаване на армията на Наполеон и преместването на военните операции на териториите на Полша и Германия през 1813 г., което е предпоставка за формирането на Шестата коалиция срещу Наполеон.
Сюжетът на войната е художествено пресъздаден в романа от руската класическа литература „Война и мир“ от Лев Толстой.

## Терминология
В руската историография е наричана Отечествена война от 1812 г. (на руски: Отечественная война 1812 года), докато във френската историография за нея се използва Руска кампания от 1812 г. (на френски: campagne de Russie pendant l 'année 1812). Наричана е също така Втора полска война на френски: seconde guerre de la Pologne, Втора полска кампания, Войната от 1812 г.

## Предистория
Бракът на Наполеон с Жозефина е бездетен, а той иска наследник и да затвърди позицията си в Европа чрез сродяване с кралска династия. През ноември 1809 г. той обявява решението си да се разведе и бракът е анулиран през януари 1810. Наполеон вече преговаря за брак с Ана, сестрата на цар Александър I, но получава отговор, че тя е още малка. Тогава той предлага брак на дъщерята на австрийския император Мария-Луиза и бързо получава съгласие. През март 1810 г. тя е омъжена „задочно“ във Виена (Наполеон не присъства), а на 1 април е проведена официалната церемония в Париж. Този брак се възприема в Европа като заздравяване на връзките с Австрия за сметка на изостряне на тези с Русия. На 20 март 1811 се ражда момче, Наполеон II, провъзгласен за римски крал.
Франция значително увеличава територията си с анексията на Папската държава (май 1809, февруари 1810), Холандия (юли 1810) и северното крайбрежие на Вестфалия (август 1810). Към онзи момент Наполеон управлява 40% от европейците директно или чрез френски клиентски държави.
Създаването на Варшавското херцогство през 1807 г., брачният съюз на Наплеон с Австрия и инсталирането на френския маршал Бернадот като шведски престолонаследник (по-късно крал Карл XIV) се възприемат негативно от Русия. В допълнение, през 1810 г. Наполеон анексира Херцогство Олденбург което Александър I възприема като лична обида. Царят отговаря, като разрешава обслужването на неутрални кораби в руските пристанища и забранява вноса на много френски стоки. Русия се опасява, че Наполеон иска да възстанови Полското кралство, а Наполеон подозира Русия, че търси съюз с Англия срещу Франция.
В края на 1811 г. Наполеон започва да планира нахлуване в Русия. Подготовката включва подписване на съгласие от покорената Прусия през февруари 1812 да предостави 20 000 пруски войници, както и задължение от страна на Австрия да даде 30 000 войници. Многонационалната Велика армия (grande armée) се състои от около 450 000 военни, от които само една трета говорят френски (в руската дореволюционна историография наричат войната „нашествието на дванадесет езика“ (на руски: нашествие двенадцати языков)). Наполеон я нарича „Втора полска война“, защото държи на подкрепата на полските националисти и патриоти, но внимава да не гарантира изрично независимост на Полша, за да не настрои против себе си Прусия и Австрия.

## Ход на кампанията

### Настъпление
На 24 юни 1812 французите започват да форсират река Неман в Литва (която след поделбите на Полша е под контрола на Руската империя), като очакванията им са да решат войната с една или две решителни битки. Руските сили започват да тстъпват в продължение на 320 км до река Западна Двина, като прилагат тактиката на опожарената земя, за да затруднят французите с доставката на провизии за хората и конете. На 18 август Наполеон превзема Смоленск като 9 000 французи загиват в битката, но руснаците се оттеглят, като успяват да запазят боен ред.
В командването на руската армия е извършена смяна: начело е поставен Михаил Кутузов. Той решава да даде на Наполеон първото и единствено сражение в Отечествената война на 7 септември (26 август стар стил) под Москва – Бородинската битка. Това е една от най-кървавите битки до онзи момент в Европа, с 44 000 руски и 35 000 френски войници убити, ранени или пленени. Битката няма ясен изход, но балансът на силите се е променил в полза на Наполеон. Руската армия се оттегля от Москва към село Тарутино, посока Калуга. Кутузов обосновава решението си така: „Като изоставим Москва, ще съхраним армията, ако загубим армията, ще изгубим и Москва, и Русия“. Наполеон по-късно заявява, „Под Москва бе най-ужасната от всичките ми битки. Французите показаха, че заслужават победата, а руснаците показаха, че са непобедими“.
Наполеон влиза в Москва на 14 септември. На другия ден жителите му почват да опожаряват града по заповед на генерал-губернатора Фьодор Ростопчин. Цар Александър се намира в Санкт Петербург с двора и не откликва на поканата на Наполеон за мирни преговори.

### Отстъпление
След шест седмици Наполеон дава заповед за изтегляне от Москва. Опитва се да достигне Смоленск по южния път през Калуга, където има запаси от продоволствие и фураж, но на 12 (24) октомври в сражение край Малоярославец е спрян от Кутузов и му се налага да отстъпи по разорения Смоленски път. Руските войски преминават в контранастъпление, което Кутузов организира така, че армията на Наполеон попада под фланговите удари на редовни войски, партизански и казашки отряди, като Кутузов руснаците избягват фронтално сражение с големи войски. Зимата настъпва необичайно рано, французите страдат от студовете (не са подходящо облечени), болестите и липсата на храна и вода. Селяните се отнасят враждебно към завоевателите и ги саботират по всевъзможни начини. На 9 ноември до Смоленск се добират около 40 – 50 хиляди френски войници, а в продължение на три седмици са загинали или пленени 60 хиляди. Междувременно в Париж е извършен неуспешен опит за преврат от генерал Мале.
От Смоленск наполеоновата армия се насочва към Вилнюс, където има голям френски гарнизон. В края на ноември, атакувана от всички страни от руснаците, Великата армия успява да пресече река Березина по набързо построени понтонни мостове при температури от минус 40 °C. На 5 декември, малко преди Вилнюс, Наполеон изоставя разбитата си армия и заминава инкогнито за Париж. Остатъците от армията му, около 75 хиляди души, продължават да прекосяват река Неман през следващите няколко седмици. 

### Карта на Минар
Шарл-Жозеф Минар (на френски: Charles Joseph Minard), главен инспектор на пътищата и мостовете, през 1869 г. изработва графично изображение на хода на кампанията. Отляво е полско-руската граница, отдясно Москва. Широката лента в кафяво представя армията на път към Москва, а в черно – по време на обратния път. Ширината на лентата съответства на числеността на състава (един милиметър е равен на 10 000 души). Представени са следните данни: численост на войската; изминато разстояние; температура (в градуси Реомюр); географски координати; посока на придвижване; локации на конкретните дати. Наполеон не се споменава, Минар се интересува от положението и несгодите на войниците.

## Равносметка
Тъй като точните цифри не са известни, оценките на жертвите варират и често са преувеличени или не отчитат помощните звена. Наполеон влиза в Русия с повече от 450 000 души, 150 000 коня, около 25 000 фургона и близо 1 400 артилерийски единици. Завръщат се около 120 000 души; това означава загуби от 380 000 човека, половината загиват от болести. Тази катастрофа силно разклаща репутацията за непобедимия Наполеон.
Руските военни загуби през кампанията са оценени на около 300 000 души, а общият брой загуби от двете воюващи страни на един милион.